# Alexander Sperber
Alexander Sperber (* 1952 in Dayton, Ohio) ist ein US-amerikanischer Footballspieler und Mitbegründer des ersten deutschen Footballvereins, der Frankfurter Löwen. Damit war er federführend am Aufbau des American Footballs in Deutschland beteiligt.

## Leben

### Beruflicher Werdegang
Sperber wurde auf der Wright-Patterson Air Force Base in Dayton geboren. Der Sohn eines US-amerikanischen Soldaten und einer deutschen Mutter ging nach dem Besuch der US-High School in Frankfurt am Main in die USA, um von 1970 bis 1972 an der San José State University Kunst („special studies for free art“) bei Professor Gaukler und bei Gerald Martin zu studieren. 1973 folgte ein Wirtschaftsstudium an der University of Maryland. Anschließend kehrte er nach Frankfurt zurück, wo er Architektur studierte und danach bis 1986 als freischaffender Architekt und Möbeldesigner arbeitete, 1984 gründete er eine eigene Firma in Frankfurt, wo er sowohl Möbel als auch Gesamtplanungen für Häuser entwarf. 1989 nahm er seine Arbeit als Maler und Bildhauer wieder auf. In der Eröffnungsausstellung des Kunsthauses am Schloss in Aschaffenburg wurden 1991 seine Arbeiten präsentiert. 

### Gründung derFrankfurter Löwen
Sperber gründete 1977 zusammen mit Wolfgang Lehneis, Ulli Stöcker, Hans Peter Hess, Harald Frank, Max Sperber und Moe Levine den ersten deutschen Football Verein, die Frankfurter Löwen. Durch Spiele gegen amerikanische Soldaten an der US High School in Frankfurt entwickelte sich die Initiative, die zur Vereinsgründung führte.
Unter Sperbers Mitwirkung und Vermittlung spielten die Löwen gegen amerikanische Luftwaffenmannschaften wie die Wiesbaden Flyers oder Rhein Main Rockets. Auch wurden Spiele gegen die Kitzingen Colts, eine US-Army Mannschaft, ausgetragen, da es bis dahin noch keine spielfähige deutsche Mannschaft gab. Ein Fernsehinterview mit Sperber und Lehneis, geführt von Holger Obermann führte zur Gründung weiterer Footballvereine in Deutschland. Von 1979 bis 1981 war Sperber der erste Präsident des American Football Bundes in Deutschland.